# Wei Wei (basquetebolista)
Wei Wei (6 de outubro de 1989) é uma basquetebolista profissional chinesa.

## Carreira
Wei Wei integrou a Seleção Chinesa de Basquetebol Feminino, em Londres 2012 que terminou na sexta colocação. 